# BVN (rete televisiva)
BVN, acronimo di het Beste van NPO (trad. Il meglio di NPO) è un canale televisivo che trasmette via satellite e via cavo - fino al 2021, una joint venture tra l'azienda pubblica radio televisiva belga VRT e la nederlandese NPO - che mira a rendere i contenuti in lingua nederlandese della televisione nazionale nederlandese disponibili in tutto il mondo.
Nato nel 1996 come Zomer-TV, è un canale pensato per i cittadini nederlandesi e fiamminghi che si trovano all'estero. Inizialmente la programmazione proveniva solo dai Paesi Bassi (l'abbreviazione BVN stava, quindi, per het Beste van Nederland, Il meglio dei Paesi Bassi), ma è stato successivamente adattato - una volta che le Fiandre hanno iniziato a contribuire grazie a VRT - al nome attuale.
Nel marzo 2007 BVN ha modificato la sua suddivisione del palinsesto da tre blocchi di 8 ore a due blocchi di 12 ore: ciò ha lasciato più spazio per l'inserimento nel palinsesto di popolari programmi di prima serata in lingua nederlandese, come Pauw & Witteman e De Wereld Draait Door.
La rete era visibile, fino alla primavera del 2020, al canale 548 di Sky.